# Валмака
Валма̀ка (на италиански: Valmacca; на пиемонтски: Varmaca, Вармака) е село и община в Северна Италия, провинция Алесандрия, регион Пиемонт. Разположено е на 97 m надморска височина. Населението на общината е 1040 души (към 2013 г.).